# Wolfgang Schüler (Schriftsteller)
Wolfgang Schüler (* 24. September 1952 in Mühlhausen/Thüringen) ist ein deutscher Schriftsteller, Rechtsanwalt und Journalist.

## Leben
Schüler studierte Rechtswissenschaft in Leipzig und arbeitete mehrere Jahre lang als Gerichtsreporter bei der Berliner Zeitung. Seit 1984 ist er als freiberuflicher Journalist, seit 1990 auch als Rechtsanwalt tätig. 1987 erschien sein erstes Buch Verbrecher im Netz. Es erlebte bislang fünf Nachauflagen in drei verschiedenen Verlagen. Von 1990 bis 2005 gab Schüler eine Regionalzeitung heraus, von 1993 bis 2003 war er ehrenamtlicher Bürgermeister seiner Heimatgemeinde Hönow.
Schüler veröffentlichte weit über 1.000 literarische Gerichtsberichte in diversen Zeitungen und Zeitschriften, so etwa seit 1990 wöchentlich in der Bauernzeitung. Seine Romanbiografie Edgar Wallace – Ein Leben wie im Film (1999) ist auch als Hörbuch und als Blindendruck erhältlich. Im Jahr 2001 wurde Schüler für den Nordfälle-Preis der Stadt Flensburg nominiert. Er ist Mitglied im Syndikat, der Vereinigung deutschsprachiger Kriminalschriftsteller, in der Deutschen Sherlock Holmes Gesellschaft DSHG und im Literaturverein FürWort.

## Werke
- Verbrecher im Netz. Fälle, Fakten, Fahnder, Verlag Neues Leben, Berlin 1987, ISBN 3-355-00414-6. Überarbeitete Nachauflage: Militzke, Leipzig 1997, ISBN 3-86189-091-7.
- In den Fängen der Justiz. Fälle, Fakten, Fehlurteile, Militzke, Leipzig 1998, ISBN 3-86189-113-1.
- Edgar Wallace. Ein Leben wie im Film, Militzke, Leipzig 1999, ISBN 3-86189-144-1.
- Kann denn Liebe strafbar sein? Sex und Recht, Mitteldeutscher Verlag, Halle 1999, ISBN 3-932776-75-5.
- Bessere Beweise. Fälle, Fakten, Fehlurteile, Militzke, Leipzig 1999, ISBN 3-86189-161-1.
- Narbengesicht. Roman nach einer Idee von Edgar Wallace, Militzke, Leipzig 2000, ISBN 3-86189-184-0.
- Die Drei Raben. Roman, Dietz (Edition Reiher), Berlin 2000, ISBN 3-320-01987-2.
- Zugriff! Im Visier der Fahnder (mit Wilfried Zoppa), Militzke, Leipzig 2002, ISBN 3-86189-253-7.
- Das Loch in der Zunge. Authentische Fälle, Militzke, Leipzig 2003, ISBN 3-86189-291-X.
- Pech gehabt! Authentische Fälle, Militzke, Leipzig 2004, ISBN 3-86189-710-5.
- Serienmörder in Deutschland (als Hrsg.), Militzke, Leipzig 2005, ISBN 3-86189-729-6.
- Die sechs Fehler des B. Mikes, Moderne Mythen, Militzke, Leipzig 2006, ISBN 3-86189-633-8.
- Im Banne des Grauens, Handbuch zur Kriminalliteratur, Kontrast Verlag, Pfalzfeld 2007, ISBN 978-3-935286-68-8.
- Wenn zwei sich streiten freut sich der Richter, Fälle vor Gericht, Das Neue Berlin, Berlin 2007, ISBN 978-3-360-01911-0.
- Ferien mit einem Killer, Thriller, Scheunen-Verlag, Kückenshagen 2008, ISBN 978-3-938398-60-9.
- Noch mal davongekommen, Fälle vor Gericht, Das Neue Berlin, Berlin 2010, ISBN 978-3-360-01993-6.
- Das Gesicht des Täters, Authentische Kriminalfälle, Das Neue Berlin, Berlin 2011, ISBN 978-3-360-02132-8.
- Sherlock Holmes in Leipzig, historischer Kriminalroman, KBV Verlag, Hillesheim 2011, ISBN 978-3-942446-08-2.
- Sherlock Holmes in Berlin, historischer Kriminalroman, KBV-Verlag, Hillesheim 2012, ISBN 978-3-942446-46-4.
- Sherlock Holmes in Dresden, historischer Kriminalroman, KBV-Verlag, Hillesheim 2013, ISBN 978-3-942446-84-6.
- Sherlock Holmes und die Schwarze Hand, historischer Kriminalroman, KBV-Verlag, Hillesheim 2014, ISBN 978-3-95441-159-7.
- Sherlock Holmes und die letzte Fahrt der Lusitania, historischer Kriminalroman, KBV-Verlag, Hillesheim 2015, ISBN 978-3-95441-225-9.
- Edgar Wallace ermittelt: Der goldene Zwerg, historischer Kriminalroman, KBV-Verlag, Hillesheim 2016, ISBN 978-3-95441-286-0.
- Berliner Kriminalgeschichte, Sachbuch, L & H Verlag, Berlin 2016, ISBN 978-3-939629-36-8.
- Sherlock Holmes und der Vampir im Tegeler Forst, KBV-Verlag, Hillesheim 2017, ISBN 978-3-95441-365-2.
- Die Rosen des Bösen, Ein Berlin-Krimi, Bild und Heimat, Berlin 2018, ISBN 978-3-95958-173-8.
- Sherlock Holmes. Das Rätsel des Diskos von Phaistos, Blitz-Verlag, 2021, ohne ISBN
- Der Skalpell-Mörder und weitere spektakuläre Berliner Kriminalfälle, Bild und Heimat, Berlin 2020, ISBN 978-3-95958-269-8.
- Sherlock Holmes und das Ostseegold, KBV-Verlag, Hillesheim 2021, ISBN 978-3-95441-563-2

## Hörbücher
- Edgar Wallace – Ein Leben wie im Film, Media & Communication Systems GmbH, Dresden 2003, ISBN 3-937488-02-2.
- Sherlock Holmes Chronicles 05 – Der rote Löwe, Winterzeit Audiobooks, Remscheid 2014, ISBN 978-3-943732-40-5.
- Sherlock Holmes Chronicles 12 – Die drei Beldonis, Winterzeit Audiobooks, Remscheid 2014, ISBN 978-3-943732-57-3.
- Sherlock Holmes Chronicles 29 – Das Glas mit dem Magenbitter, Winterzeit Audiobooks, Remscheid 2016, ISBN 978-3-945624-38-8.
- Sherlock Holmes Chronicles 64 – Der Mörder von Dresden, Winterzeit Audiobooks, Remscheid 2019, ISBN 978-3-96066-224-2.
- Sherlock Holmes in Leipzig – gelesen von Paul Hilliger, Bookstream, Wien 2020, ohne ISBN
- Sherlock Holmes in Berlin – gelesen von Tim Schmidt, Bookstream, Wien 2020, ohne ISBN
- Sherlock Holmes in Dresden – gelesen von Paul Hilliger, Bookstream, Wien 2020, ohne ISBN
- Sherlock Holmes und der Vampir im Tegeler Forst – gelesen von Tim Schmidt, Bookstream, Wien 2020, ohne ISBN

## Krimi-Mini-Musical
- Sherlock Holmes in Leipzig, electrocadero, Liebenhof 2018, 2 CD, LC14365.